# Georgien i Eurovision Song Contest 2007
Georgien gjorde sin debut vid Eurovision Song Contest 2007. Det georgiska TV-bolaget GPB meddelade att man i sin debut kommer att representeras av den internt valda artisten Sopo Chalvasji. Beslutet togs efter att Chalvasji vunnit en omröstning med över 60 % av rösterna. Den 3 mars hölls en nationell bidragsuttagning, där Chalvasji fick sjunga fem bidrag. Tele, och SMS-rösterna slutade med att bidraget "My Story" vann överlägset och blev bidraget som hon kom att sjunga i Helsingfors. Låten var skriven av Beka Dzjaparidze och Bibi Kvachadze.
Vid Eurovision bytte man namn på låten, från "My Story" till "Visionary Dream". För tävlingarna i Helsingfors valde hon också att enbart använda sitt förnamn, Sopo, som artistnamn. Vid semifinalen av Eurovision 2007 lyckades man ta sig till final, efter att ha slutat på 8:e plats (de 10 bästa gick till final) med 123 poäng. I finalen fick man 97 poäng, vilket räckte till en 12:e plats i tävlingen.

## Resultat i den nationella finalen
| Nr | Låt                 | Översättning        | Resultat (%) | Plats |
| -- | ------------------- | ------------------- | ------------ | ----- |
| 1  | Tell Me Why         | Säg mig varför      | 36 %         | 2:a   |
| 2  | Freedom             | Frihet              | 4 %          | 4:a   |
| 3  | My Story            | Min historia        | 51 %         | 1:a   |
| 4  | On Adjarian Motives | På adzjariska motiv | 5 %          | 3:a   |
| 5  | Fantasy Land        | Fantasiland         | 4 %          | 4:a   |